# Коронавірусна хвороба 2019 на Волліс і Футуна
Епідемія коронавірусної хвороби 2019 на Волліс і Футуна — це поширення пандемії коронавірусної хвороби 2019 на територію Волліс і Футуна. Перший випадок хвороби у цій заморській території Франції зареєстровано 16 жовтня 2020 року.

## Хронологія
4 березня острови Волліс і Футуна заборонили захід у свої порти круїзного лайнера у зв'язку з можливістю занесення на острови коронавірусної хвороби; також розглядалася можливість заборони заходу інших суден на острови до кінця місяця. Вхідні авіарейси обмежувались, за винятком тих, що доставляли необхідні запаси.
23 квітня уряд островів розпочав репатріацію 300 жителів Волліс і Футуна, що опинились на Новій Каледонії.
16 жовтня на островах виявлено перший випадок коронавірусної хвороби. 23 жовтня новий тест у першого хворого був негативним, завдяки чому Волліс і Футуна знову стали вільними від COVID-19.
12 листопада на островах виявлено другий випадок коронавірусної хвороби. На той день обидва випадки зареєстровані в осіб, які прибули з території інших країн.
24 листопада на Волліс і Футуна зареєстровано третій випадок коронавірусної хвороби.
6 березня 2021 року хворий, якого госпіталізували до місцевої лікарні, став першим підтвердженим випадком місцевої передачі COVID-19. 7 березня було виявлено 6 нових місцевих випадків хвороби, ще 11 виявили наступного дня, причому виявлено перший підтверджений випадок хвороби на острові Футуна. Згодом для запобігання подальшому поширенню хвороби 9 березня на островах запроваджено 14-денний локдаун. До 10 березня було зареєстровано 55 випадків хвороби, з яких 3 на Футуні. До 14 березня виявлено 176 випадків хвороби, 5 з яких виявлено на Футуні.
Вакцинація на островах розпочалась 19 березня 2021 року вакциною «Moderna». На 1 квітня 2021 року вакциновано 3662 особи (44,2 % населення островів).
До 20 березня на островах зареєстровано 302 нових випадки від 6 березня 2021 року, загальна кількість випадків на островах зросла до 311, шлях інфікування 9 випадків хвороби не встановлено. 22 березня була підтверджена перша смерть на островах від COVID-19 у 80-річної жінки з Футуни, госпіталізованої на острові Волліс. До 1 травня 2021 року на островах зареєстровано 7 смертей.
З кінця листопада 2021 року особи, які прибували на острови Волліс і Футуна, повинні були пройти триденний карантин у місцевому готелі після виявлення завезеного випадку хвороби з Нової Каледонії за тиждень до того. Подорожуючі, які в'їжджали на територію островів, як і раніше зобов'язані пройти карантин перед вильотом у Новій Каледонії.

## Вакцинація
Станом на 21 липня 2021 року на островах загалом введено 9276 доз вакцини.